# Havadi Nagy Ilona
Havadi Nagy Ilona (Lupény, 1921. április 24. – ?) magyar színésznő.

## Életpályája
A kolozsvári Thália Színház színészképző iskolájában végzett 1939-ben, pályája is ennél a színháznál indult, a színház rögtön alkalmazta. 1941–1944 között a Thália helyébe lépő Kolozsvári Nemzeti Színház prózai társulatának tagja lett. Jó képességű drámai színésznő, széles érzelmi skálán mozgó fiatal nőket hitelesen elevenített meg. A kritikák a későbbiekben is valamennyi alakításairól csak elismerően írtak. 1944-től a debreceni Csokonai Színház, 1946–1948 között a Szegedi Nemzeti Színházban játszott. 1948-ban ment férjhez. Budapesti szerződéseivel, színészi pályája valamennyi társulatnál alapító tagnak számított. 1948–1951 között a Bányász Színház és a Honvéd Színház színésznője volt. 1953-tól a A Magyar Néphadsereg Színház szerződtette. 1956-1960 között a József Attila Színház művésze volt. 
Férje Deák Sándor színművész volt.

## Színházi szerepeiből
- William Shakespeare: Rómeó és Júlia... Júlia
- William Shakespeare: Hamlet... Ophelia
- Molière: Tartuffe... Elmira
- Molière: A fösvény... Eliz
- Franz Grillparzer: Medea... Kreuza
- Claude-André Punet: Boldog órák... Marianne
- Marc-Gilbert Sauvajon: Szép kis família... Sylvie Varescot
- Victorien Sardou: A szókimondó asszonyság... Julcsa
- George Bernard Shaw: Fanny első színdarabja... Gilbeyné
- Lev Nyikolajevics Tolsztoj: Szellemesek (A felvilágosodás gyümölcsei)... Hercegkisasszony
- Makszim Gorkij: Kispolgárok... Tatjána, tanítónő
- Vagyim Nyikolajevics Szobko: A második front mögött... Jeanne Roger
- Anatolij Vlagyimirovics Szofronov: Moszkvai jellem... Grinyova Irina Fjodorovna
- Alekszandr Jevdokimovics Kornyejcsuk: Csillagtárna... Olga
- Borisz Andrejevics Lavrenyov: Akik a tengert járják... Jelena Gorjelova
- Karel Čapek: Emilia Marty titka (A Makropulos ügy)... Szobalány
- Katona József: Bánk bán... Melinda
- Móra Ferenc: A jó Isten szűcsmestere... Egy angyal
- Móricz Zsigmond: Légy jó mindhalálig... Bella
- Földes Mihály: Honvágy... Szvetlana
- Voinovich Géza: Magyar Passió... Üdvözlő angyal
- Fejér István: Irány Caracas... Klári
- Schönthan testvérek – Kellér Dezső – Horváth Jenő – Szenes Iván: A szabin nők elrablása... Mariska

## Filmes és televízió szerepei
- Vörös tinta (1960)